# 彌生人
彌生人（日语：／ Yayoi-jin），是指在彌生時代（西元前10世紀到西元3世紀）抵達日本列島的移民集團，與繩文人無論在文化上還是體質上都有明顯區別。兩群人(和後來的古墳人)融合成為現代日本人。

## 起源
學術界就彌生人的起源提出了以下幾個假說:
- 目前最流行的假說為彌生人原居朝鮮半島或長江三角洲並將水稻帶到日本列島[5][6]
- 另一個假說基於土井濱遺跡（日语：土井ヶ浜遺跡）的遺骸與在朝鮮半島北部所找到的相似，以及在繩文時代晚期和彌生時代早期廣泛流行於西日本的刻目突帶文陶器（日语：刻目突帯文土器）也在日本海西北岸、位於今俄羅斯濱海邊疆州的シニ・ガイ文化（日语：シニガイ文化）中找得到而推斷彌生人原居於朝鮮半島北部[7]
- 多重族源論也越來越得到學術界支持，這個假說主要是根據考古、文化、習俗、語言上與東北亞、東亞、東南亞各地區族群的相似度，繼而推斷出彌生人根本不是單一族群而是多個不同的族群於不同的時間點抵達日本列島。[8][9]
- 澳大利亞歷史學家安·庫馬爾（Ann Kumar）[note 1]就遺傳學和語言學證據推斷有部份的彌生人是南島民族[10]。
- 有些日本歷史學家如鳥越憲三郎、若林弘子等認為彌生人的祖先來自雲貴高原[11][note 2]，而諏訪春雄則認為倭人為百越的一支[12]。
- 俄裔美國語言學家亞歷山大·沃文（Vovin Alexander）認為彌生人原居朝鮮半島，後來起源於遼吉地區的古朝鮮民族南侵，繼而被驅趕和同化[13][14]。約翰·惠特曼（John Whiteman）提出類似的觀點，認為彌生人與古朝鮮民族無關，但他們在無紋陶器時代共同生活在朝鮮半島，有部份的彌生人大約在2950年前就遷移到日本列島，而在2300年前左右北方的古朝鮮民族才抵達朝鮮半島，起初與彌生人共存，後來將他們同化。雙方的語言互相影響，形成語言聯盟，後來兩個語系內部的多樣性因奠基者效應而減少[15]。

### 基因
彌生人的Y染色體主要為Haplogroup O-M176|單倍群O-M176（今約佔36%）、單倍群O-M122（今約佔23%）和單倍群O-M119（今約佔4%），皆為典型的東亞和東南亞單倍群。日本分子人類學家崎谷滿表示單倍群O1b2主要常見於日本人、朝鮮人和滿人，O1則在長江文明的男性身上找到。長江文明沒落後分成幾個部落分別向西和向北遷移，其中一支到達山東半島、朝鮮半島和日本列島。有研究指單倍群O1b1為南亞語系民族主要的父系血統，與O1b2共為「泛南亞父系血統」（para-Austroasiatic）。

現代大和民族主要是彌生人的後裔，並與其他現代東亞族群都有關，特別是朝鮮人和漢人。據估計，東京周遭的日本人身上的繩文血統約佔12%左右。Takashi et al. 2019確認現代日本人大多為彌生人後裔。在分析和比較過繩文人和現代日本人的線粒體DNA後，顯示繩文時代的人與古墳時代和平安時代的人不存在連續性，而這項發現意味著日本人的基因轉換發生在古墳時代之前，或最起碼在稱名寺遺址所發現的是如此。
最近的研究透露繩文人和其他人口有別，包括現代日本人。——Takahashi et al. 2019，(Adachi et al., 2011; Adachi and Nara, 2018)
另外一項2019年的研究分別指出現代日本人（大和民族）平均有90%左右的彌生人基因組，10%左右的繩文人基因組。。Gakuhari et al. 2019指出現代日本人的基因簇與其他東亞族群更為接近，但與阿伊努人有明顯差別，并推算現代日本人只有3.3%繩文人基因 Kanazawa Kiriyama et al. 2019表示現代日本内地人约有9-13%繩文人基因，而琉球人則有27%，並指他們主要都是彌生人。

## 延伸阅读
- Vovin, Alexander. 2014. "Out of Southern China? – Philological and linguistic musings on the possible Urheimat of Proto-Japonic". Journées de CRLAO 2014. June 27–28, 2014. INALCO, Paris.